# Октябринка
Октябри́нка (рос. Октябринка) — селище у складі Кисельовського міського округу Кемеровської області, Росія.

## Населення
Населення — 27 осіб (2010; 124 у 2002).
Національний склад (станом на 2002 рік):
- росіяни — 85 %